# Grafschaft Vaduz

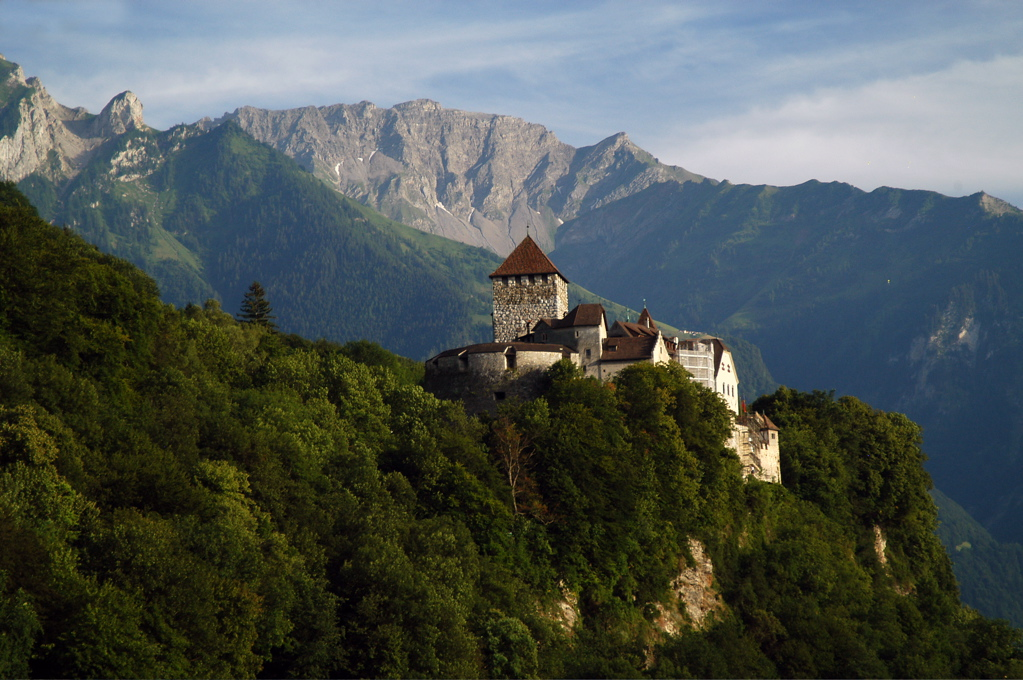
Schloss Vaduz

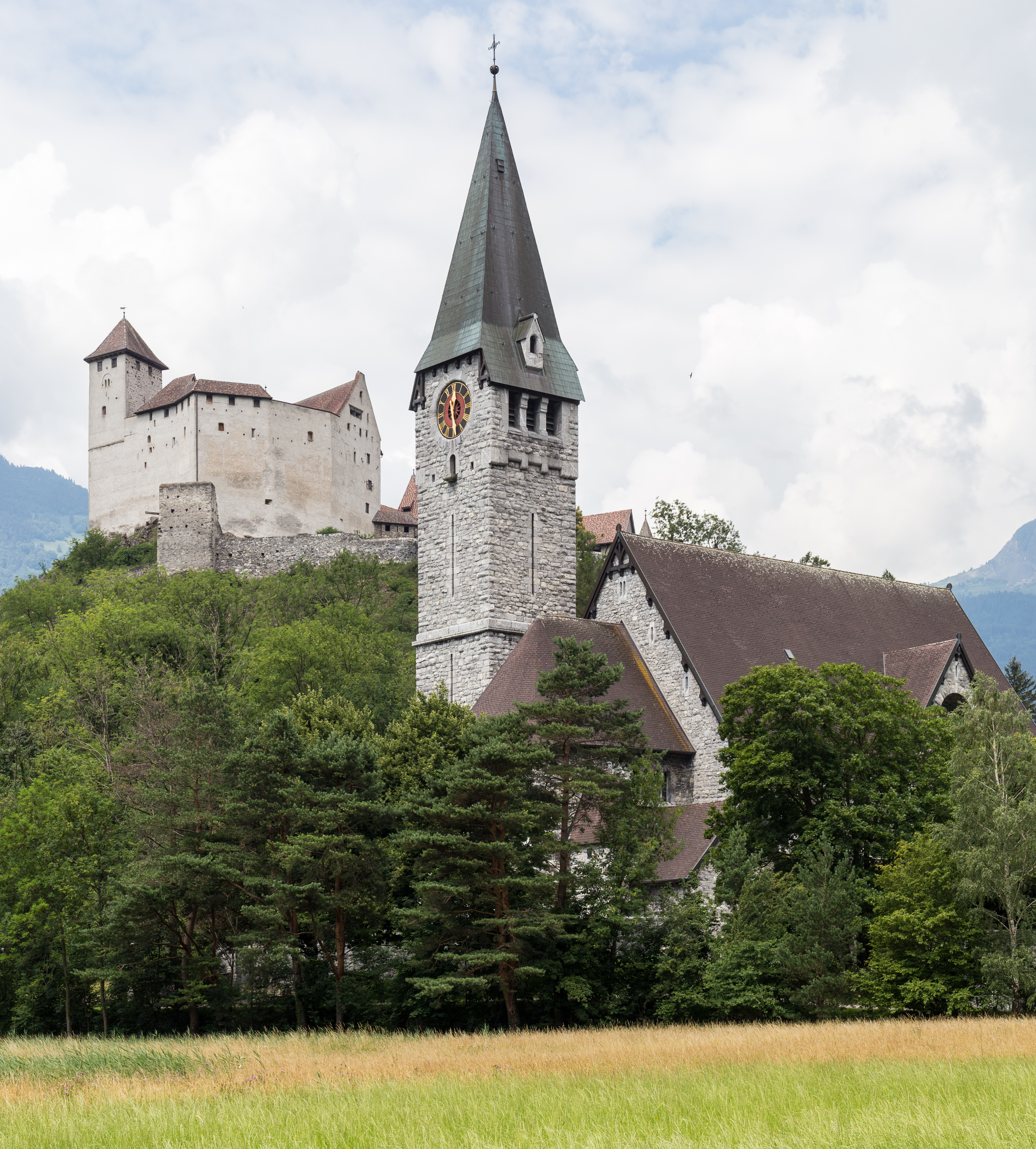
Pfarrkirche St. Nikolaus und Burg Gutenberg in Balzers Grafschaft Vaduz

Die Grafschaft Vaduz war ein Territorium im Heiligen Römischen Reich, das heute im Fürstentum Liechtenstein liegt und etwa dem heutigen Oberland entspricht.

## Geschichte
Die Grafschaft Vaduz entstand 1342 durch Erbteilung als Teil der Grafschaft Werdenberg. Als erster Graf gilt Hartmann III. von Werdenberg-Sargans. Der Grafschaft wurde 1396 die Reichsunmittelbarkeit gewährt, nachdem vier Jahre zuvor die Ansprüche der Grafen zu Werdenberg geendet hatten. Die gräfliche Linie von Vaduz starb 1416 aus und die Freiherren von Brandis übernahmen die Herrschaft.
Ab 1507 beherrschten die Grafen von Sulz Vaduz sowie die nördlich davon gelegene Herrschaft Schellenberg. Sie verkauften 1613 beide an die Grafen von Hohenems. Wegen der jahrelangen exzessiven Hexenverfolgungen und der widerrechtlichen Aneignung des Vermögens der Hingerichteten wurde am 12. Mai 1681 gegen den regierenden Grafen Ferdinand Karl von Hohenems (1650–1686) die Reichsexekution eingeleitet und der Kemptener Fürstabt Rupert mit ihrer Durchführung beauftragt. Der Graf wurde 1683 auf kaiserlichen Befehl verhaftet, verlor durch Verfügung des Reichshofrates vom 22. Juni 1684 die Herrschergewalt und wurde gleichzeitig zur Rückgabe des konfiszierten Eigentums an die Hinterbliebenen verpflichtet. Da das hochverschuldete Grafenhaus hierzu nicht in der Lage war, kam es unter Ferdinand Karls Nachfolger, seinem Bruder Jakob Hannibal (1653–1730), erneut zur Zwangsverwaltung, mit der 1692 wiederum der Kemptener Fürstabt beauftragt wurde. Nachdem die Hinterbliebenen und andere Gläubiger zum vertraglichen Verzicht auf die Hälfte ihrer Ansprüche gedrängt worden waren, wurde unter seiner Regie 1699 die Herrschaft Schellenberg für 115.000 Gulden und nach langwierigen Verhandlungen 1712 auch die Grafschaft Vaduz für 290.000 Gulden an Fürst Johann (Hans) Adam I. Andreas von Liechtenstein verkauft. Die wohlhabenden und einflussreichen Fürsten von Liechtenstein waren schon seit langem auf der Suche nach einem reichsunmittelbaren Territorium gewesen, um die Voraussetzung für die Erhebung in den Reichsfürstenstand zu schaffen. Dieses Ziel erreichten sie, als Kaiser Karl VI. die beiden Territorien 1719 zum Fürstentum Liechtenstein erhob.